# Evgenij Šaranov
Evgenij Konstantinovič Šaranov (in russo Евгений Константинович Шаронов?; Dzeržinsk, 11 dicembre 1958) è un ex pallanuotista sovietico, vincitore di una medaglia d'oro ai giochi olimpici di Mosca 1980 e di due medaglie di bronzo ai giochi olimpici di Barcellona 1992 e Seul 1988. Dal 2000 è inserito nella International Swimming Hall of Fame